# Gabriella od Monaka
Gabriella Thérèse Marie Grimaldi (Monako, 10. prosinca 2014.), monegaška princeza i grofica od Carladèsa. Kći je monegaškog kneza Alberta II. i Charlene od Monaka. Druga je u liniji nasljeđivanja monegaškog prijestolja, odmah iza brata blizanca Jacquesa.
Premda je provorođeno dijete kneževskog para, druga je u nasljeđivanju prijestolja, jer je u Kneževini na snazi zakon o kognatičkoj primogenituri koja preferira nasljeđivanje po muškoj lozi. Godine 2018. krenula je s bratom blizancom u javnu školu, umjesto da se školuje kod kuće kao članovi njene obitelji u prošlosti.

## Vanjske poveznice
- Vladarska obitelj Monaka - womensweekly.com (engl.)
- Sve o vladarskoj obitelji Monaka - people.com (engl.)